# Salmour
Salmour là một đô thị tại tỉnh Cuneo trong vùng Piedmont của Italia, vị trí cách khoảng 50 km về phía nam của Torino và khoảng 30 km về phía đông bắc của Cuneo. Tại thời điểm ngày 31 tháng 12 năm 2004, đô thị này có dân số 716 người và diện tích là 12,5 km².
Salmour giáp các đô thị: Bene Vagienna, Cervere, Cherasco, Fossano và Narzole.